# NGC 1695
NGC 1695 is een open sterrenhoop in het sterrenbeeld Goudvis. Het hemelobject werd op 3 november 1834 ontdekt door de Britse astronoom John Herschel.

## Synoniemen
- ESO 56-SC3